# Bodil Malmsten
Bodil Malmsten (Bjärme, Jämtland, 19. kolovoza 1944. – Stockholm, 5. veljače 2016.), švedski je pisac dramatik i pjesnik te novinski suradnik kulturnih rubrika.
Neke njegove pjesme na hrvatski je jezik preveo Mate Tafra, a objavljene su u Omiškom ljetopisu.